# Iveco 370
L'autocar IVECO 370 est un véhicule de transport de personnes destiné à un service de ligne régionale, tourisme et grand tourisme.
Présenté au mois d'août 1976 sous la marque Fiat Bus, c'est le digne héritier des Fiat 343, 306 et 308. Le "Fiat 370" sera le premier modèle à arborer le logo IVECO au sein de la gamme du constructeur italien à partir de 1983. À partir de 1980, un petit logo "I" est apparu à l'avant, en bas à droite. 
Sa gamme très étendue sera livrée avec différentes carrosseries, comme de coutume en Italie où les carrossiers indépendants ont acquis une renommée mondiale. Outre la gamme standard carrossée par Fiat, usine de Cameri, il sera habillé notamment par Menarini, Orlandi, Dalla Via et Padane, pour ne citer que les plus importants. D'autres carrossiers étrangers comme notamment Van Hool ont utilisé ce châssis motorisé. En 1978, sa fabrication est transférée de l'usine de Cameri vers la nouvelle usine Iveco dédiée exclusivement aux autobus et autocars de Valle Ufita. 
Équipé à sa sortie du moteur Fiat 8210.02 de 13.798 cm3 développant 260 ch, il était disponible en 3 variantes disposant de 48 à 55 sièges :
- ligne régulière régionale,
- tourisme,
- GT - grand tourisme.

À partir de 1979, il arbore le seul logo IVECO et bénéficie du moteur Fiat 8260.02 de 12.876 cm3 développant 260 ch.
En 1980, Carrozzeria Orlandi qui faisait déjà partie du groupe Fiat, présente sa version Poker, un majestueux autocar GT. En 1981, une version raccourcie de 10,5 mètres voit le jour, équipée de la même motorisation.
À partir de 1982, les versions châssis destinés aux carrossiers extérieurs pour les GT sont équipées du nouveau moteur Fiat V8 de 17.174 cm3 développant 352 ch.
En 1985, toute la gamme IVECO autobus et camions reçoit des motorisations turbo compressées. L'Iveco 370 n'échappe pas à la règle et la gamme est alors équipée de moteurs Fiat 8220.22 de 9.572 cm3 développant 240 ch.
En 1988, IVECO décide de lancer sa propre version GT avec le 370S. Cet autocar, comme les versions châssis pour les carrossiers extérieurs est équipé du moteur Fiat 8210.22B de 13.798 cm3 développant 304 ch.
En 1994, Iveco lance sa dernière version châssis du 370, le 370SE (Ecologique), destiné uniquement aux carrossiers italiens Orlandi et Dalla Via. Ce modèle est équipé du moteur Fiat 8460.41S de 9.500 cm3 développant 345 ch.
L'Iveco 370 a été un des meilleurs autocars produit et commercialisé par Iveco[style à revoir]. Des milliers d'exemplaires ont été fabriqués jusqu'en 1998. En 2008, il n'est pas rare d'en rencontrer encore en bon état sur les routes des pays d'Europe de l'Est ou d'Afrique.
C'est l'Iveco 380 Euroclass qui va remplacer ce monument à partir de 1995 mais la fabrication du châssis pour les carrossiers s'est poursuivie jusqu'en 1999.

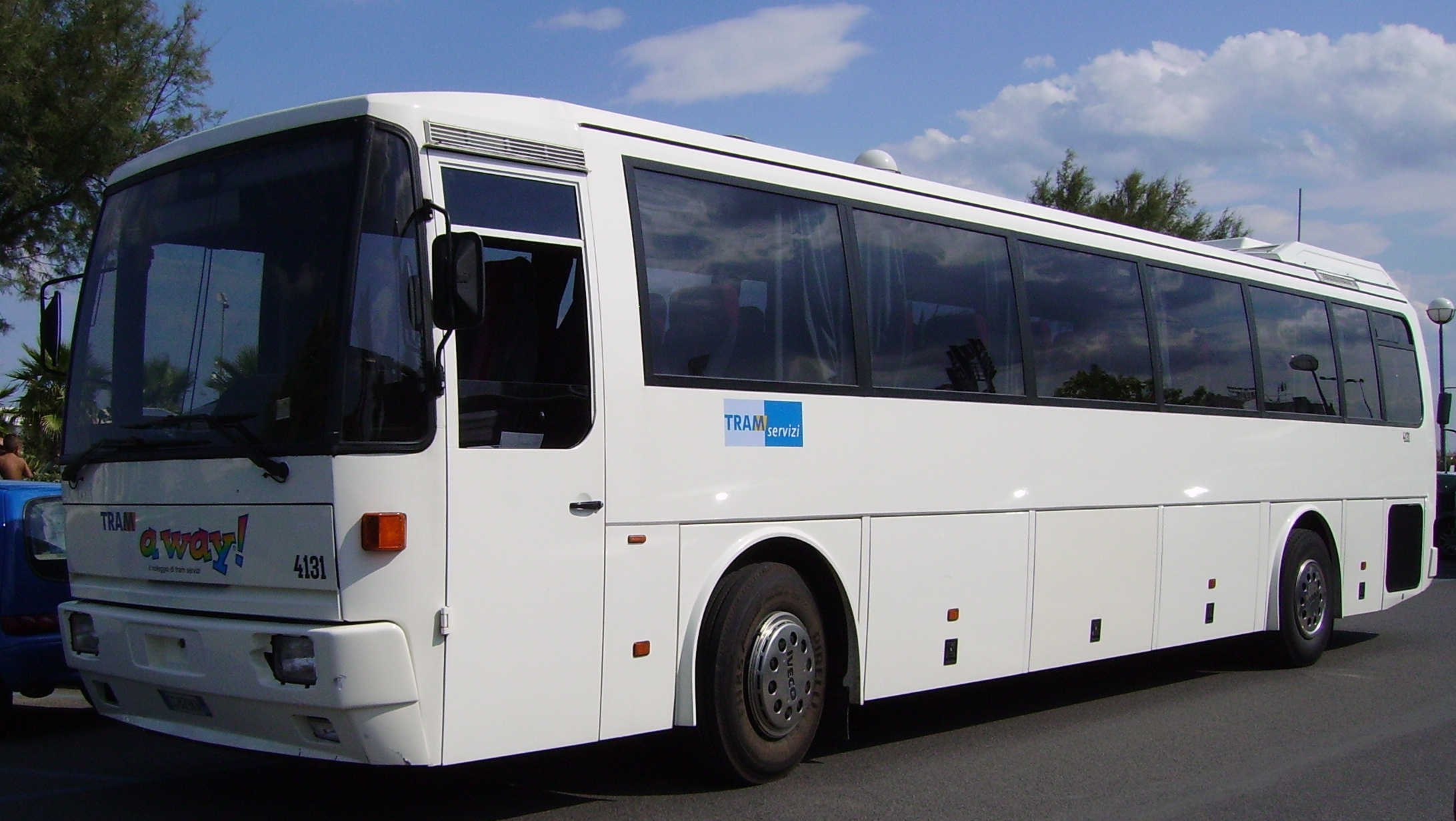
Iveco 370S.12.30 (2ème série 1988)

## Les différentes séries et modèles
Dans la liste qui suit, le code 370 désigne le modèle, le nombre suivant désigne la longueur arrondie en mètres, le dernier nombre désigne la puissance du moteur en dizaine de Ch (ex 20 pour 200 Ch). Dans les 2e et 3e série, le L désigne la version Luxe.

### 1resérie: 1976 - 1982
Le Fiat 370 a été disponible, dès son lancement en 1976, en 2 versions, ligne et GT avec châssis standard de 12,00 mètres. À partir de 1977, Fiat a présenté la version à châssis court de 10,00 mètres et en 1978 un châssis de 11,00 mètres sur demande spécifique de l'Armée Italienne : 
- Fiat 370.10.20 : 1977/80 - moteur 6L Fiat 8220.02 de 9.572 cm3 développant 200 ch,
- Fiat 370.10.25 : 1980/84 - moteur V6 Fiat 8260.02 de 12.880 cm3 développant 260 ch,
- Fiat 370.11.26 : 1980/83 - moteur V6 Fiat 8260.02 de 12.880 cm3 développant 260 ch,
- Fiat 370.12.25 : 1980/84 - moteur V6 Fiat 8260.02 de 12.880 cm3 développant 260 ch,
- Fiat 370.12.26 : 1976/80 - moteur 6L Fiat 8210.02 de 13.798 cm3 développant 260 ch à 1.200 tr/min,
- Fiat 370.12.35 : 1971/83 - moteur V8 Fiat 8280.02 de 17.174 cm3 développant 352 ch à 1.400 tr/min,

### 2esérie: 1983 - 1987
En 1983, les logos des différentes marques du groupe : FIAT, UNIC et Magirus-Deutz, sont remplacés par le logo IVECO. Pour son lancement sous cette nouvelle dénomination, l'Iveco 370 s'offre une légère modification de son châssis qui est proposé en trois longueurs : 9,00 - 10,50 et 12,00 mètres. Les motorisations sont désormais toutes équipées de turbocompresseurs :
- Iveco 370.10.L25
- Iveco 370.10.24[1]
- Iveco 370.12.L25
- Iveco 370.12.30[2]
- Iveco 370.12.35
- Iveco 370.9.24

### 3esérie: 1988 - 1993
En 1998, l'Iveco 370 subit de profondes transformations. Selon la tradition du constructeur italien, la nouvelle version aurait dû être rebaptisée mais il conserve son appellation "370" et va poursuivre sa carrière rayonnante jusqu'en 1993. Pour le distinguer il sera baptisé Iveco 370S : 

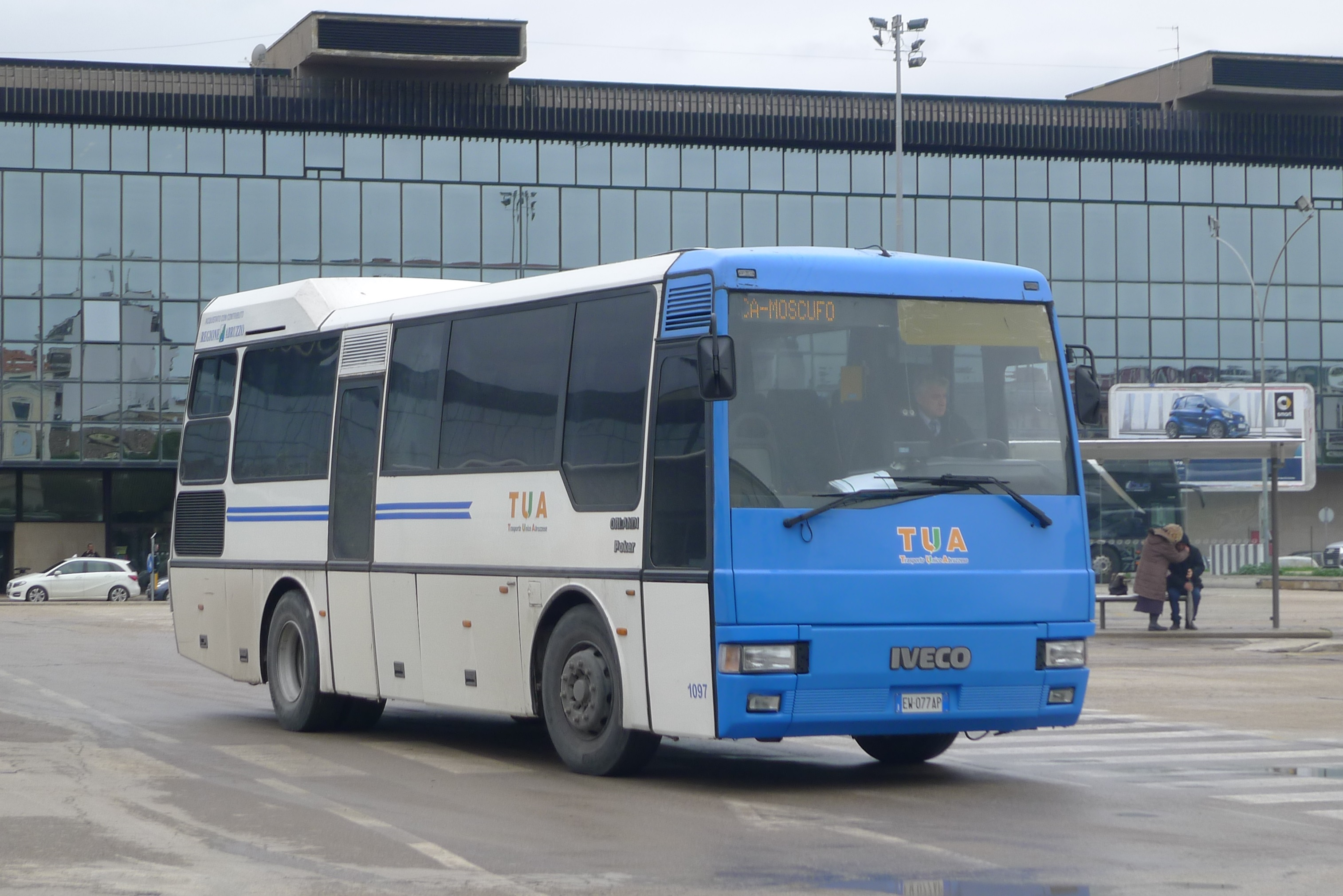
Un autocar IVECO-Orlandi Poker en service de ligne

- Iveco 370S.10.24
- Iveco 370S.10.L25
- Iveco 370S.12.30
- Iveco 370S.12.35
- Iveco 370S.9.24

### 4esérie: 370SE Écologique: 1994 - 1996
- Iveco 370SE.9.27 châssis réservé pour Orlandi Poker et DallaVia Giotto
- Iveco 370SE.10.29
- Iveco 370SE.12.31 châssis réservé pour Orlandi Poker et DallaVia Palladio
- Iveco 370SE.12.35 châssis réservé pour Orlandi Domino GTS

La production du châssis Iveco 370S s'est poursuivie jusqu'en 1999 pour alimenter les carrossiers.

### Les carrosseries dérivées sur le châssis Fiat-Iveco 370
Liste des principaux carrossiers ayant travaillé sur la base du châssis Fiat Iveco 370 :
- Carrossiers italiens :

Cameri - Menarini - Orlandi - Minerva - Padane - De Simon Bus - Dalla Via - Barbi - Portesi - Autodromo - Bianchi - Cacciamali - Garbarini - Macchi - IMER
- Carrossiers européens :

Beulas - Car Bus - CIMT Lorraine  - Merkavim - Ringsted - Saracackis - Van Hool - Ikarus

## Les versions à l'étranger

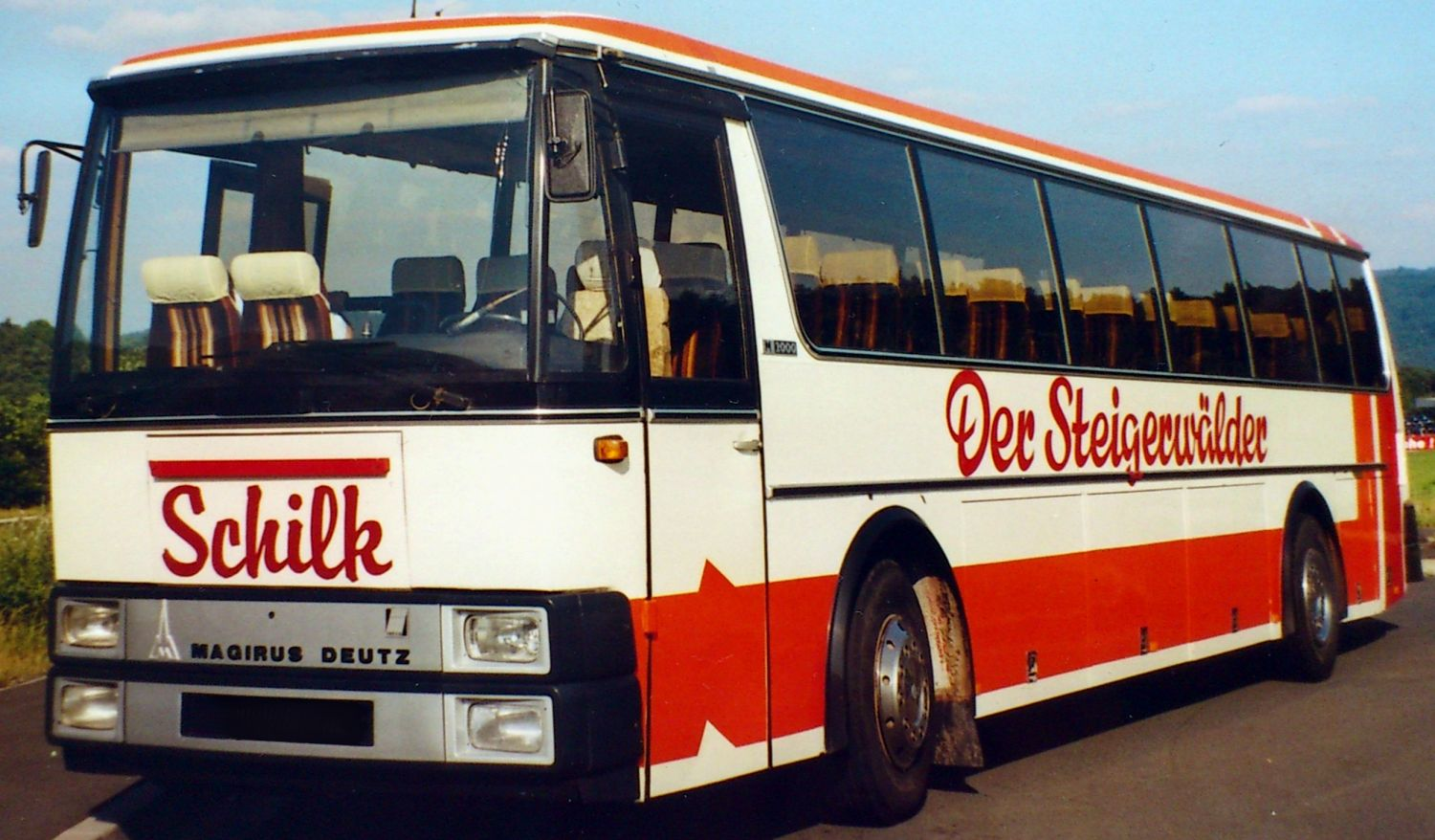
Magirus M2000 - version allemande du Fiat-Iveco 370

### Magirus M2000 en Allemagne
En 1978, après l'intégration complète de l'allemand Magirus, une version Magirus M2000, carrossée par Orlandi est commercialisée avec succès en Allemagne.

### Unic Lorraine en France
L'autocar Fiat 370 en version ligne sera commercialisé en France sous la marque Unic pour éviter le blocage des commandes des collectivités locales, obligées d'acheter des véhicules de marques françaises. Mais c'est la version Lorraine qui sera la plus appréciée.